# Ramdala kyrka
Ramdala kyrka hör till Ramdala församling i Lunds stift och ligger i Karlskrona kommun. Den står på en kulle strax öster om E22:an och Ramdala samhälle.

## Kyrkobyggnaden
Ramdala kyrka ligger på en höjd som reser sig över den omgivande slätten. Kyrkan är uppförd på 1200-talet eller något tidigare. I östtornet finns ett antal sockelstenar som kan komma från en tidigare kyrka med absid som byggdes på 1100-talet.  Denna kyrka revs eller byggdes om och ersattes av den nuvarande kyrkobyggnaden med västtorn, långhus, kor med portal i söder samt östtorn med sparad absid. Detta kallas för klövsadelkyrka. Forskare menar att koret och långhuset haft ytterligare en våning och det finns ett litet rum på kyrkvinden som man inte vet funktionen av. Västtornet revs, förmodligen under 1500-talet. Långhusets murar sänktes, valv togs bort och i stället uppfördes ett trätak vilande på träkolonner. Det finns även teorier om att kyrkan aldrig haft två torn samtidigt.
Det äldsta skriftliga belägget, om än indirekt, för en kyrka i Ramdala är ett brev utfärdat av påven i Avignon den 3 april 1320. Häri står att Engelbert Ennikini efterträdde prosten Holmger i Ramdala. Men vem byggde Ramdala kyrka? De flesta medeltida stenkyrkorna uppfördes av samhällets elit som till exempel kungamakten, kloster, biskopar och adelsmän. Om det var så i Ramdala vet vi ej, men kyrkans läge antyder att det var på det sättet: Kyrkan är inte byggd som en bykyrka utans snarare som en gårdskyrka, avskild från byn som från början låg en bit nordost om kyrkan. Mellan byn och kyrkan var det på den tiden en sumpig, ofta översvämmad, slätt. En teori skulle kunna vara att det finns en koppling till premonstratenserklostret i Vä. Detta kloster hade nämligen en egendom i Ramdala socken. Det var den danske kungens bror, biskop Valdemar av Slesvig år 1182 som skänkt egendomen till klostret. Ramdala kyrka uppfördes således av någon från samhällets topp och var den mest påkostade medeltida kyrkan i Östra Härad.

## Interiör och inventarier
Långhuset är försett med tunnvalv och avslutas med ett kor med absid i öster. Bakom en skärmvägg i absiden är sakristian belägen. Över den låga korbågen hänger ett Triumfkrucifix.Runt ett fönster på södra långväggen finns en väl bevarad målning föreställande solen, månen, korset och namnet Jesus. Målningen bär årtalet 1634 och upptäcktes vid en renovering 1946.Den slutna bänkinredningen och läktaren i väster är ursprungligen från 1600-talet.
- Altaruppsatsen från 1624 är arkitektoniskt indelad med Nattvarden som centralmotiv. Sidorna har inskriptionsfält med nattvardens instiftelseord på danska. Överstycket har en mindre tavla med motiv Jesu dop.
- Dopfunten  med baldakin är båda från 1600-talet.
- Predikstolen som är skulpterad,målad och förgylld har tillkommit 1637 och är en gåva till kyrkan av kung Kristian IV.Den sexsidiga korgen indelas i fem fält med reliefer hämtade ur Uppenbarelseboken.
- På korväggen finns ett Epitafium över amiralitetssuperintendenten Johannes Petersson död 1717.

## Bildgalleri

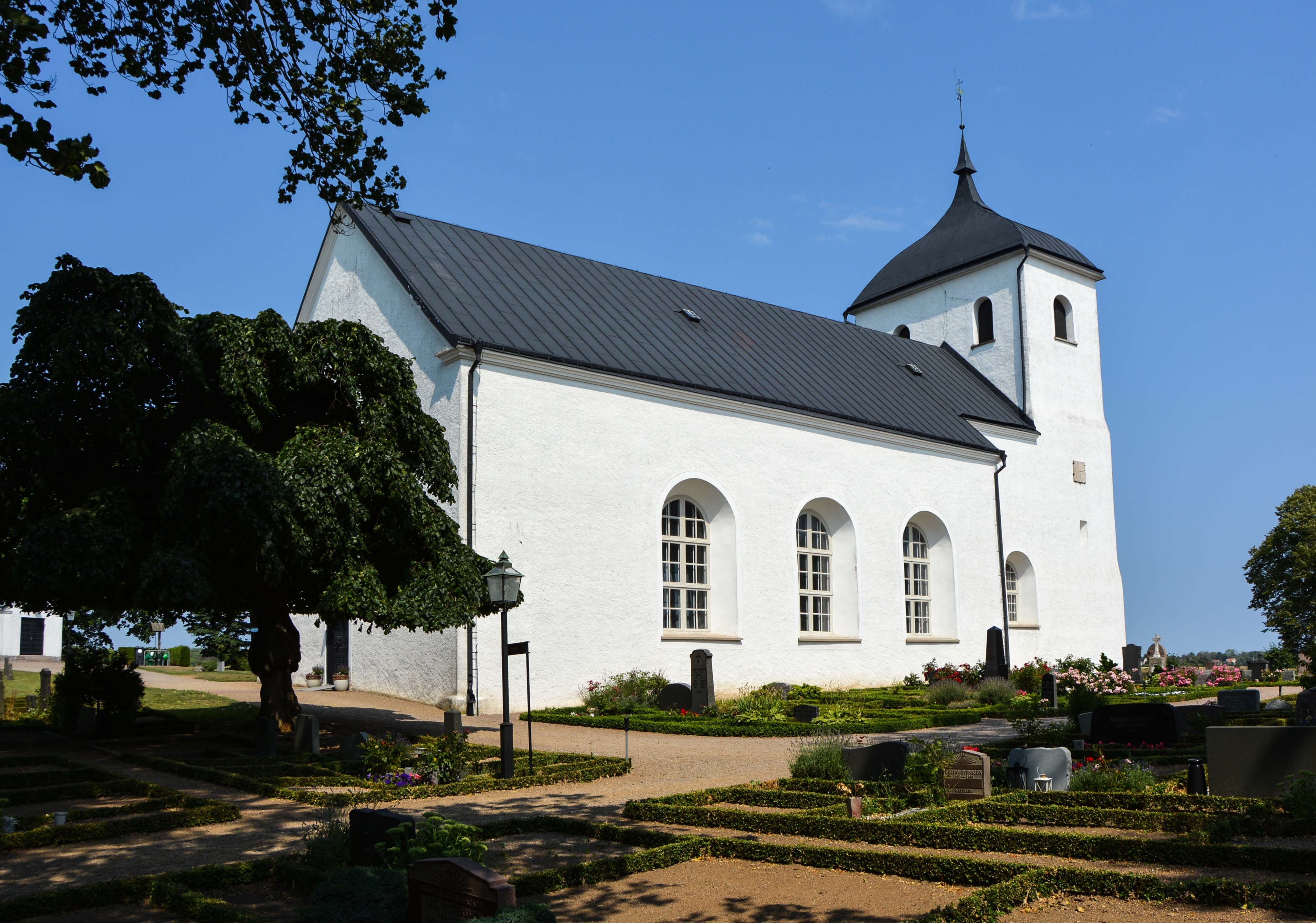
Kyrkan från sydväst
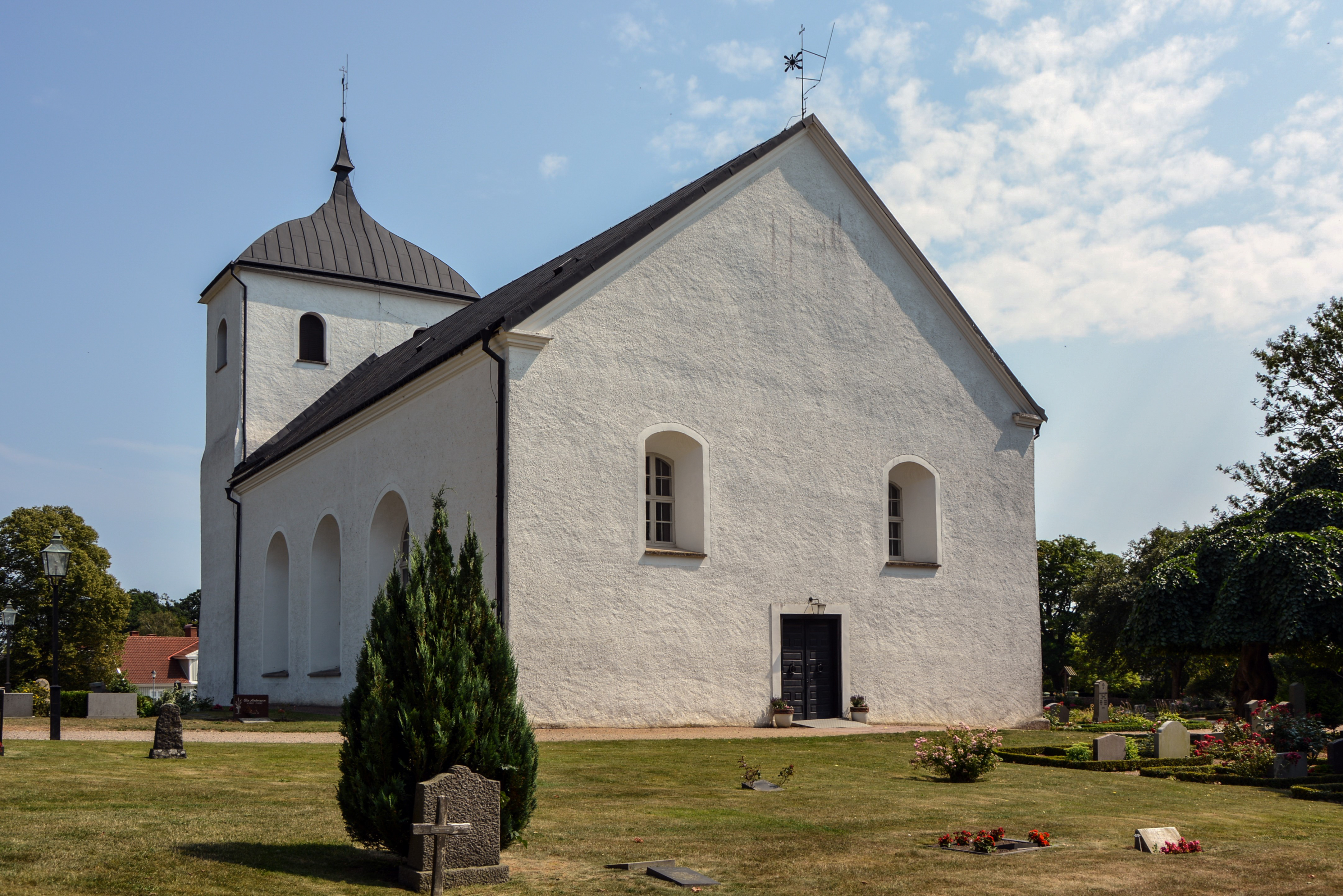
Kyrkan från nordväst med huvudingången
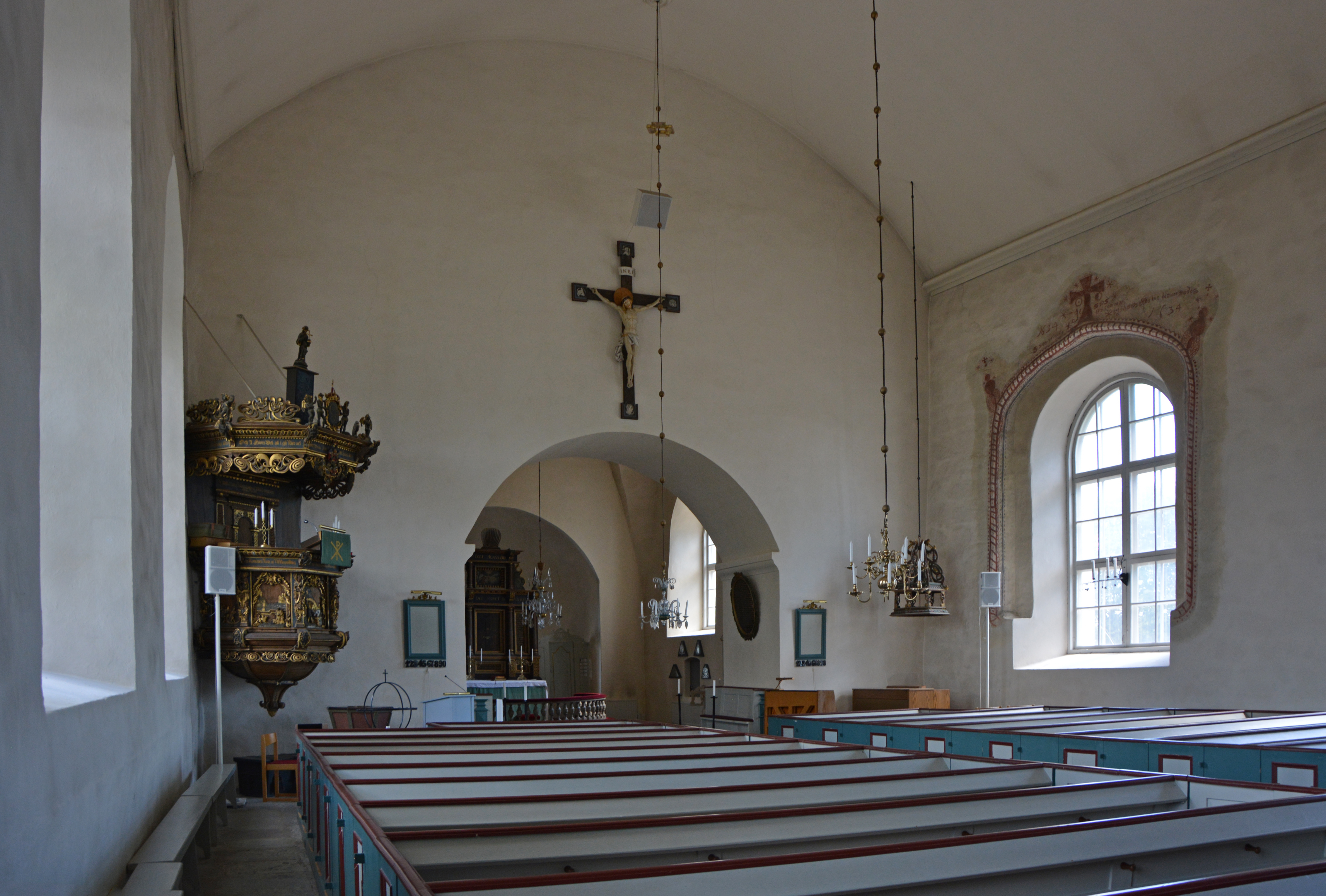
Interiör mot öster
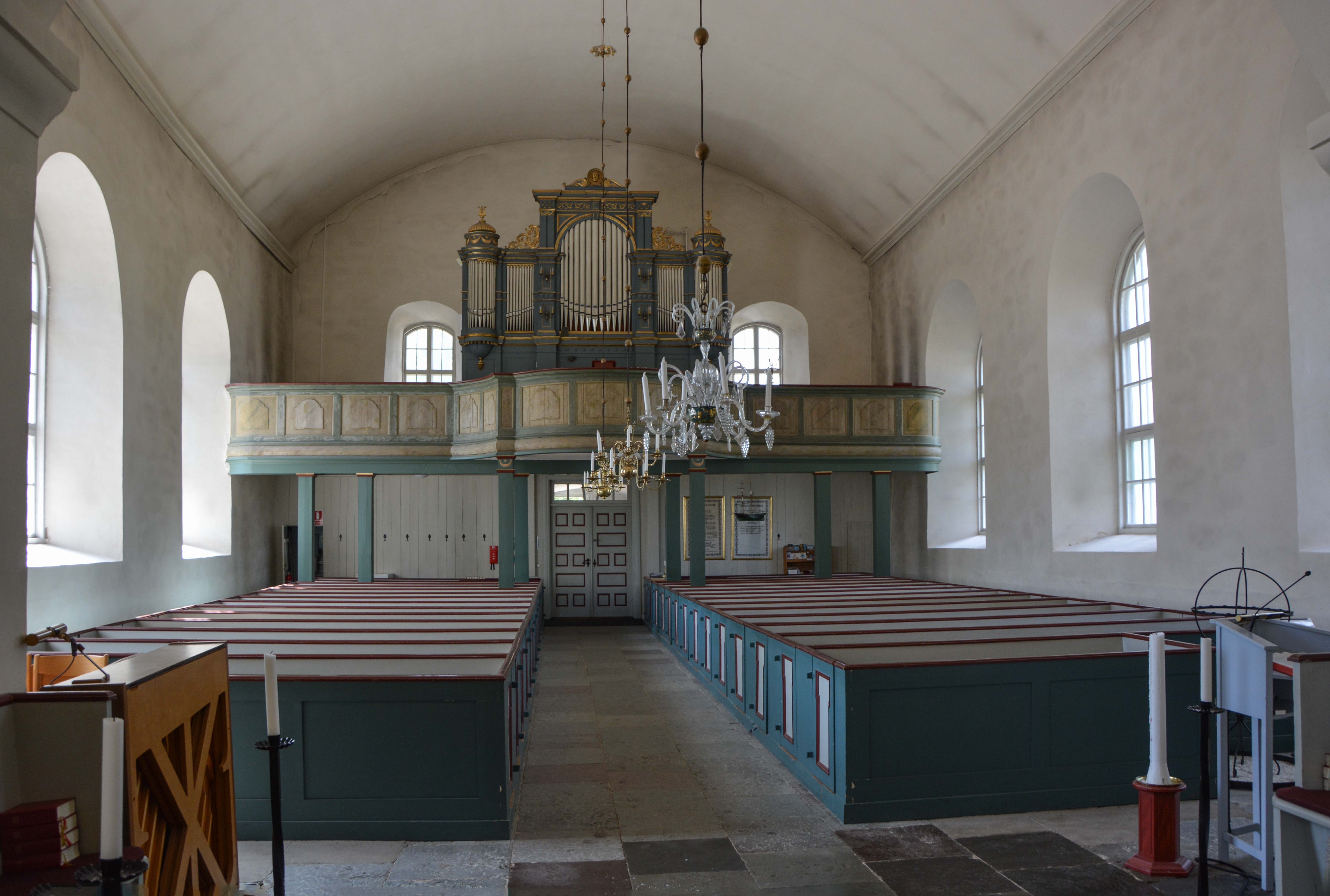
Interiör mot väster
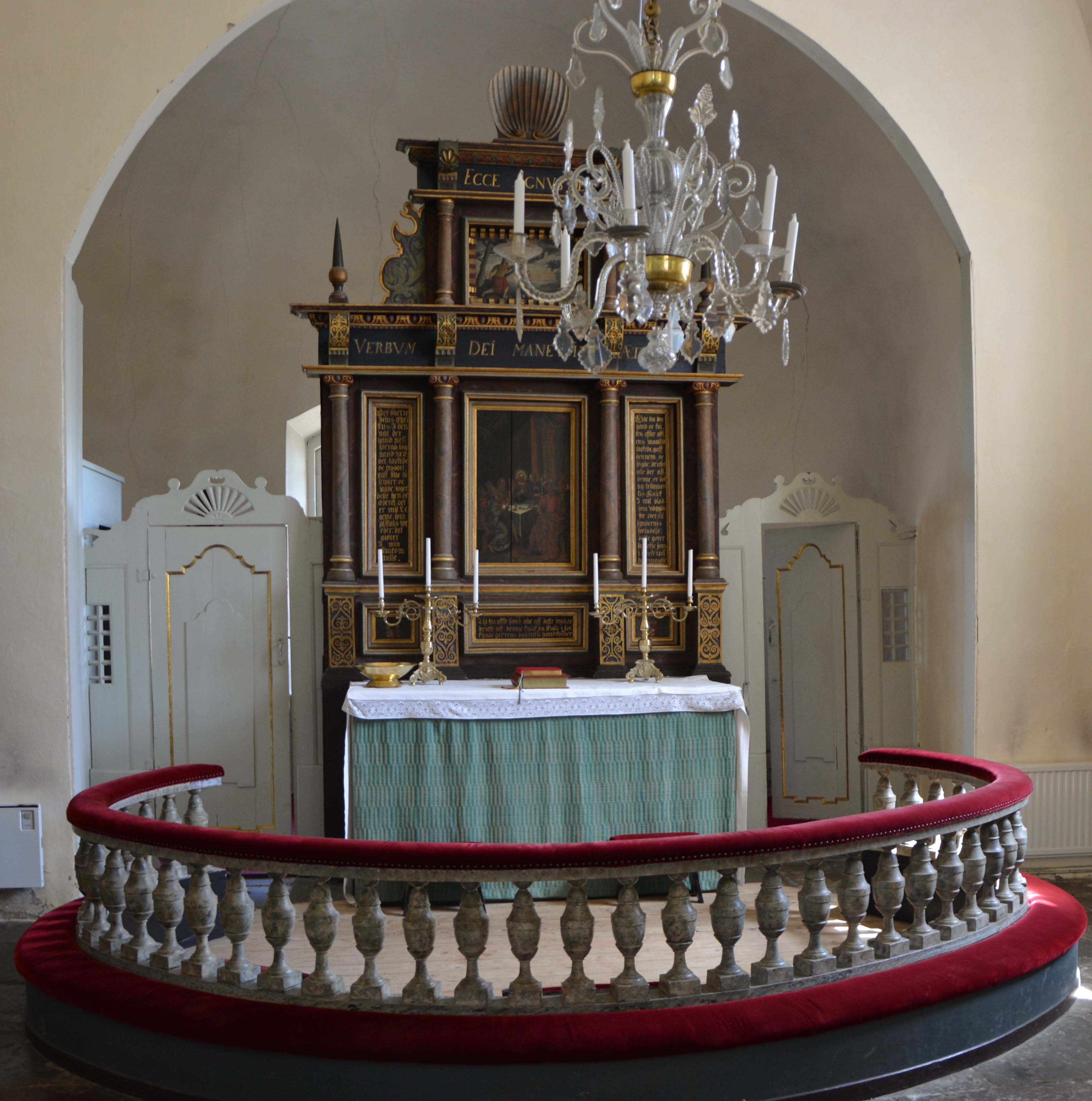
Koret och korabsiden
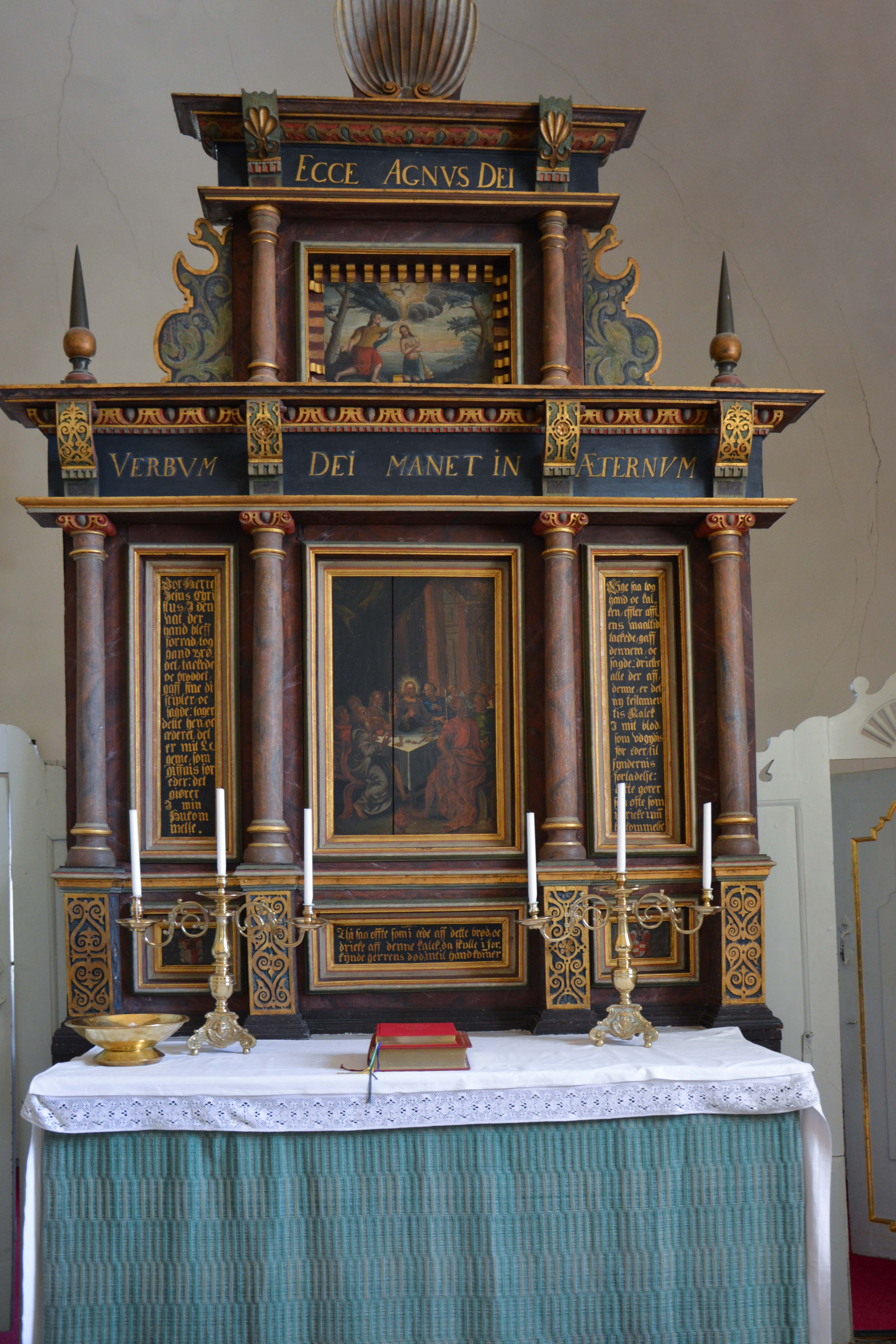
Altaruppsatsen
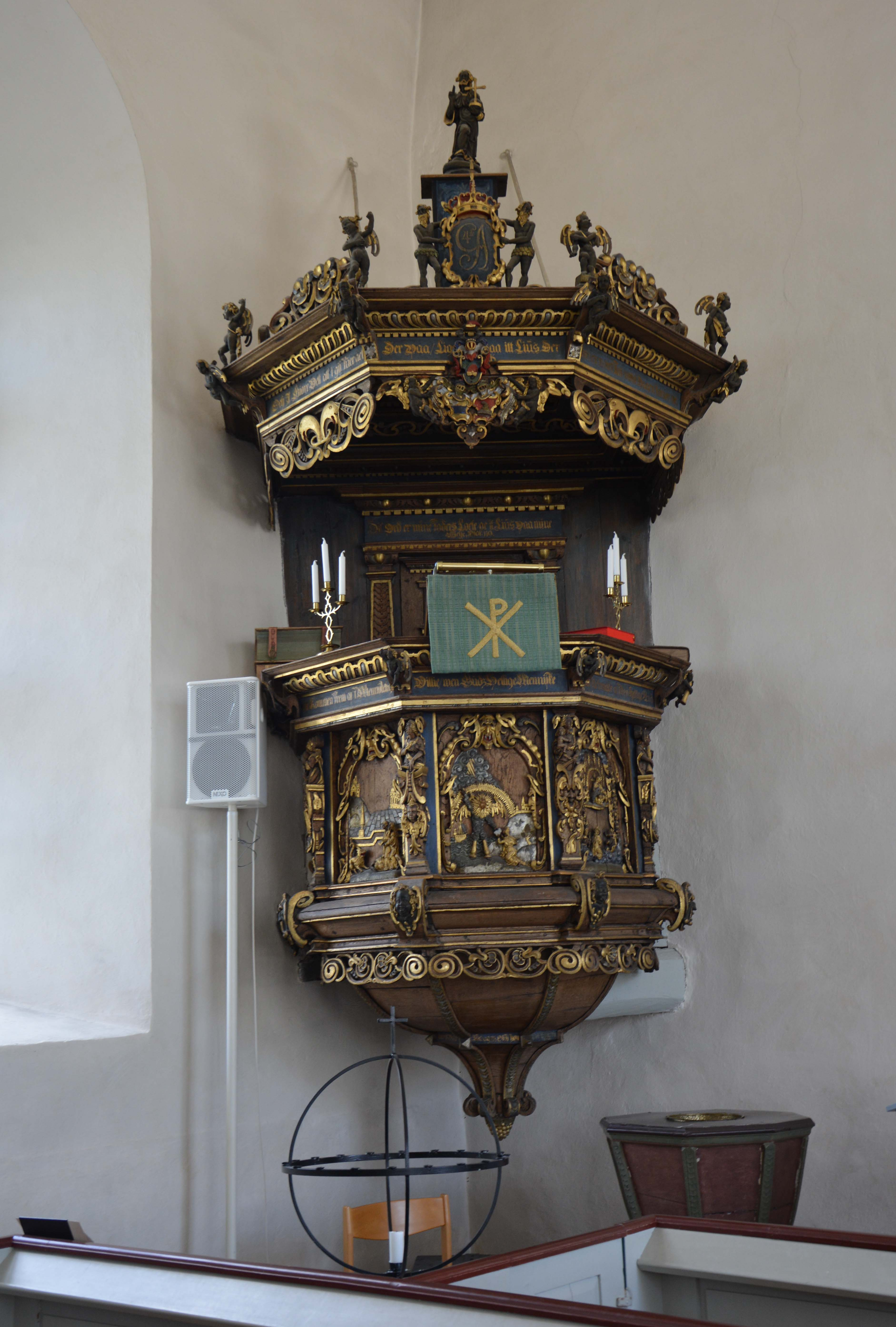
Predikstolen
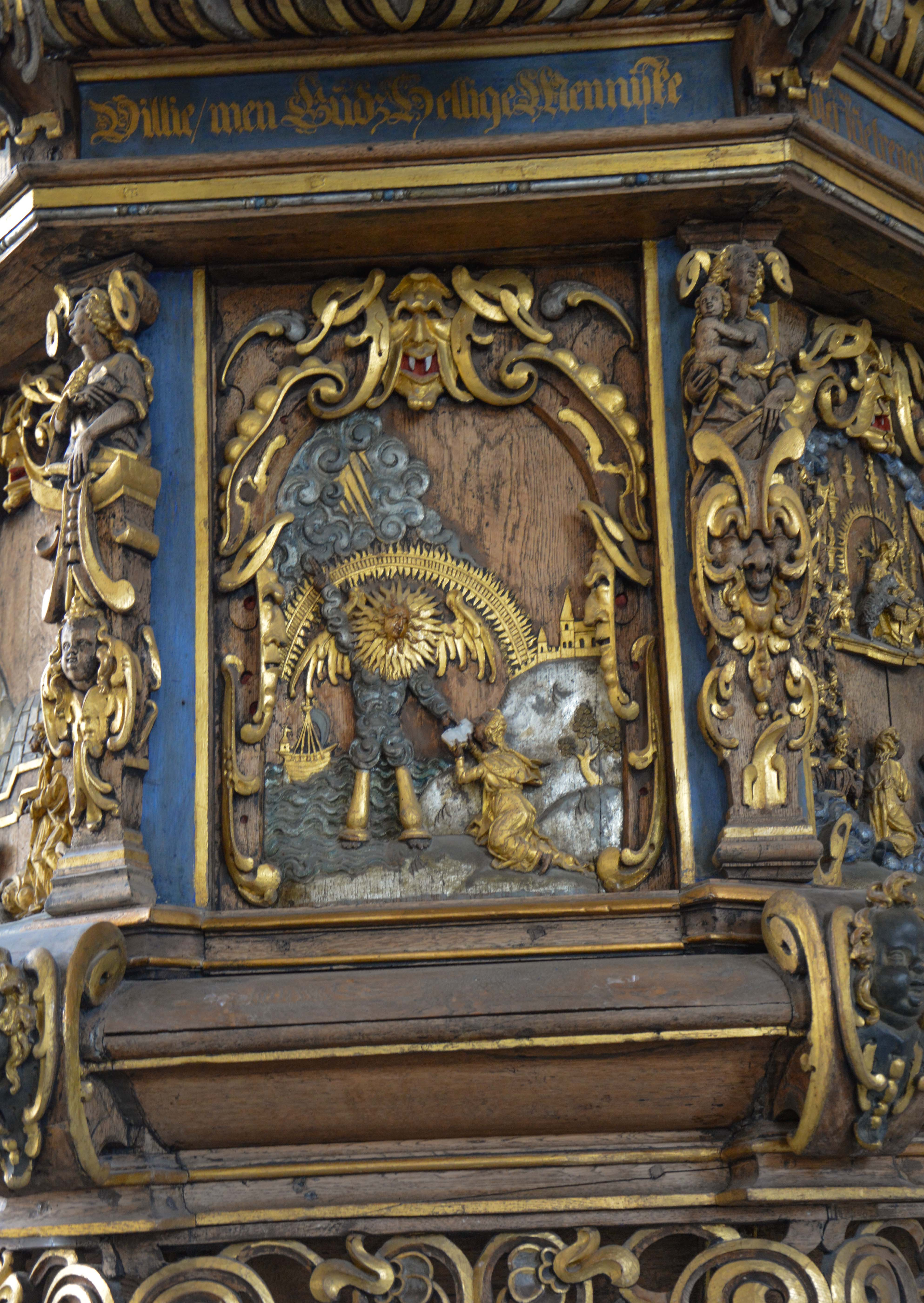
Relief
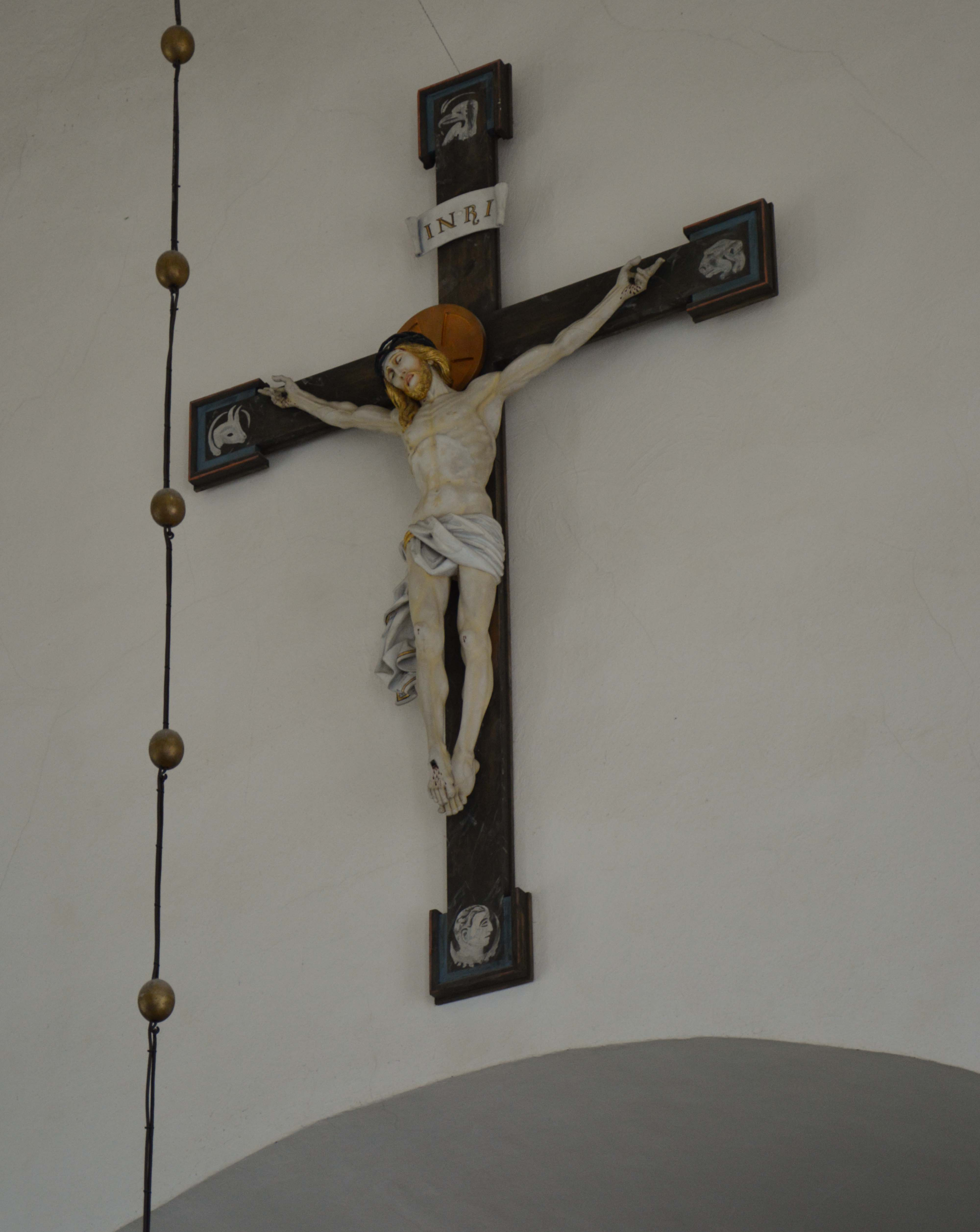
Triumkrucifixet
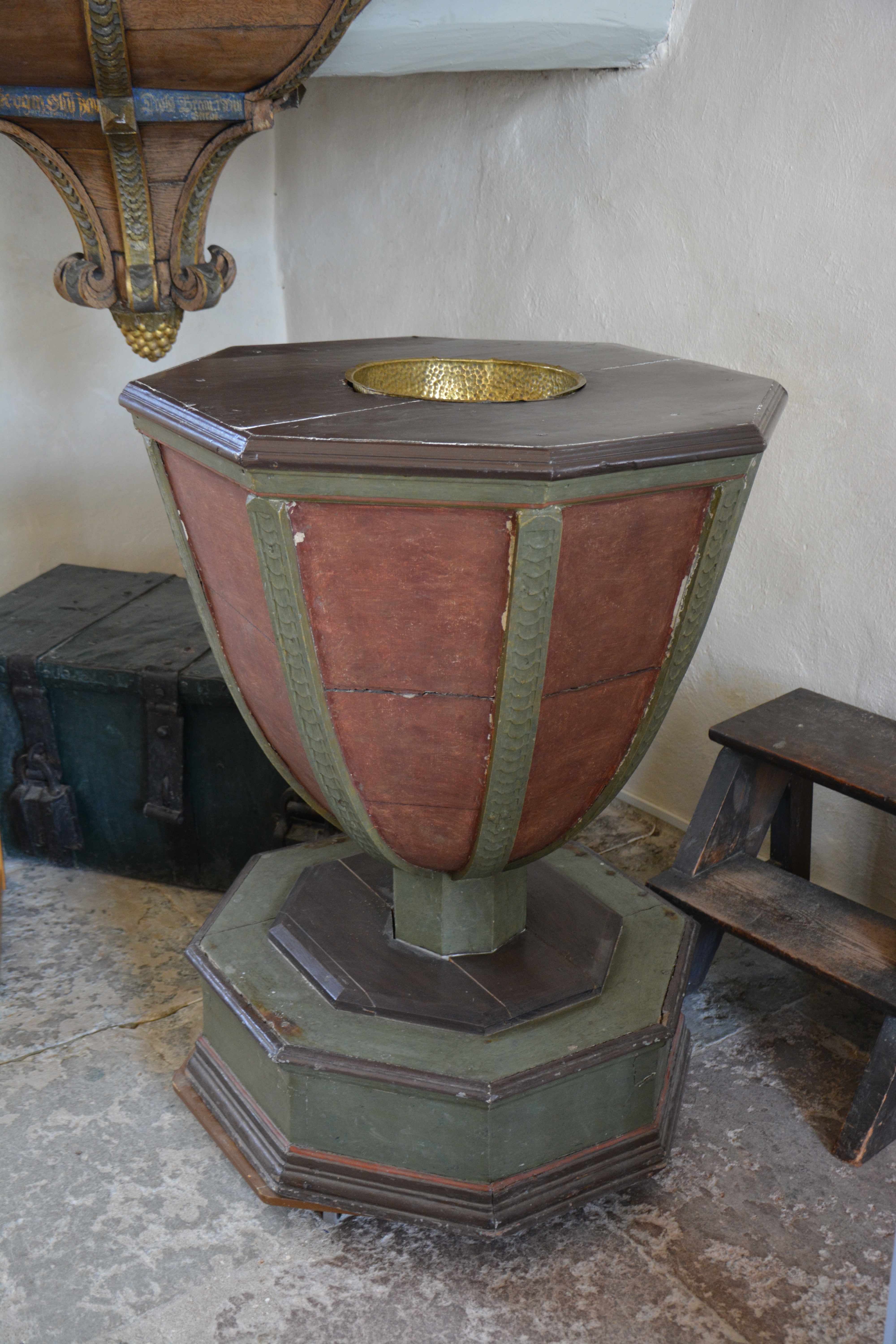
Dopfunt
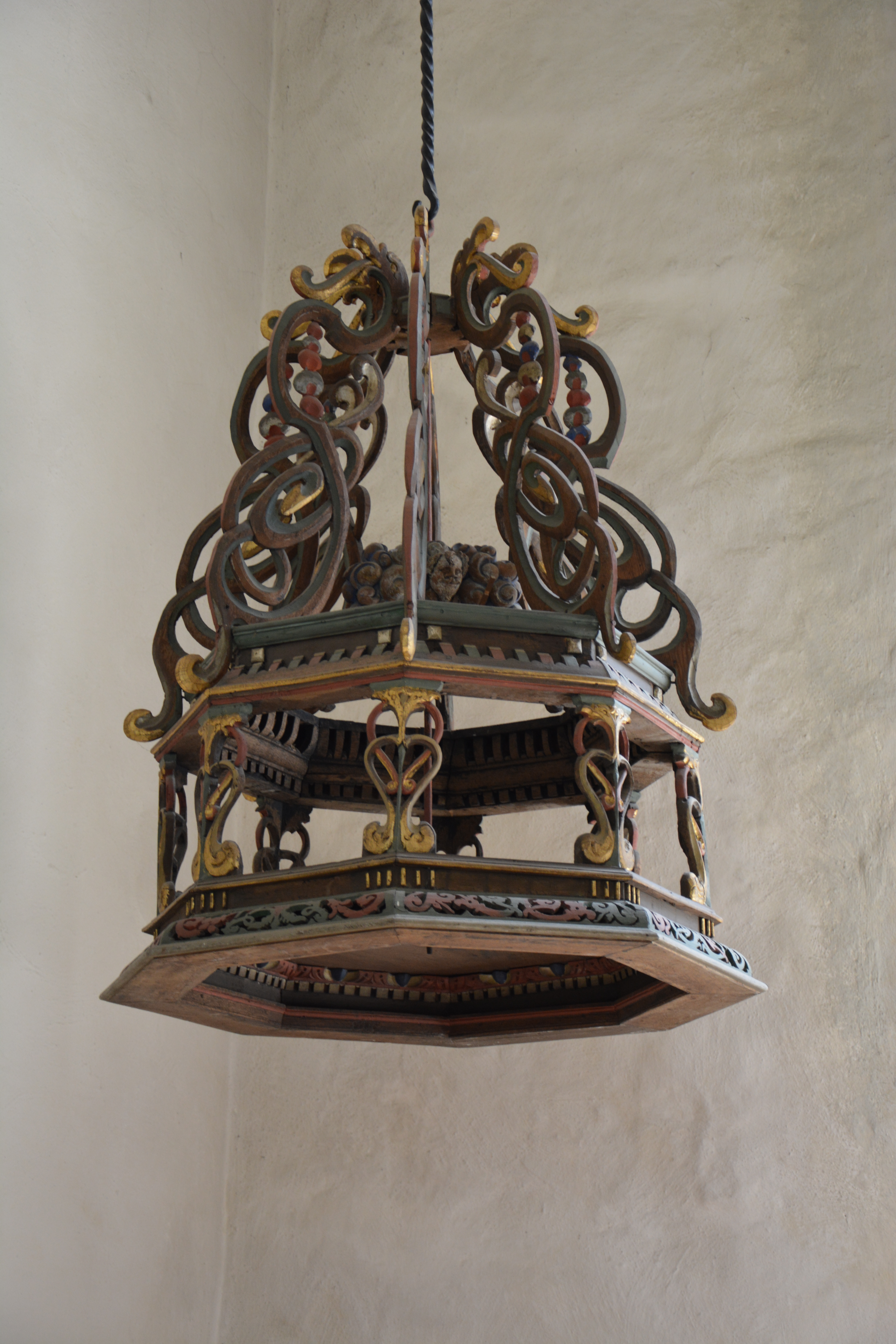
Dopfuntens baldakin
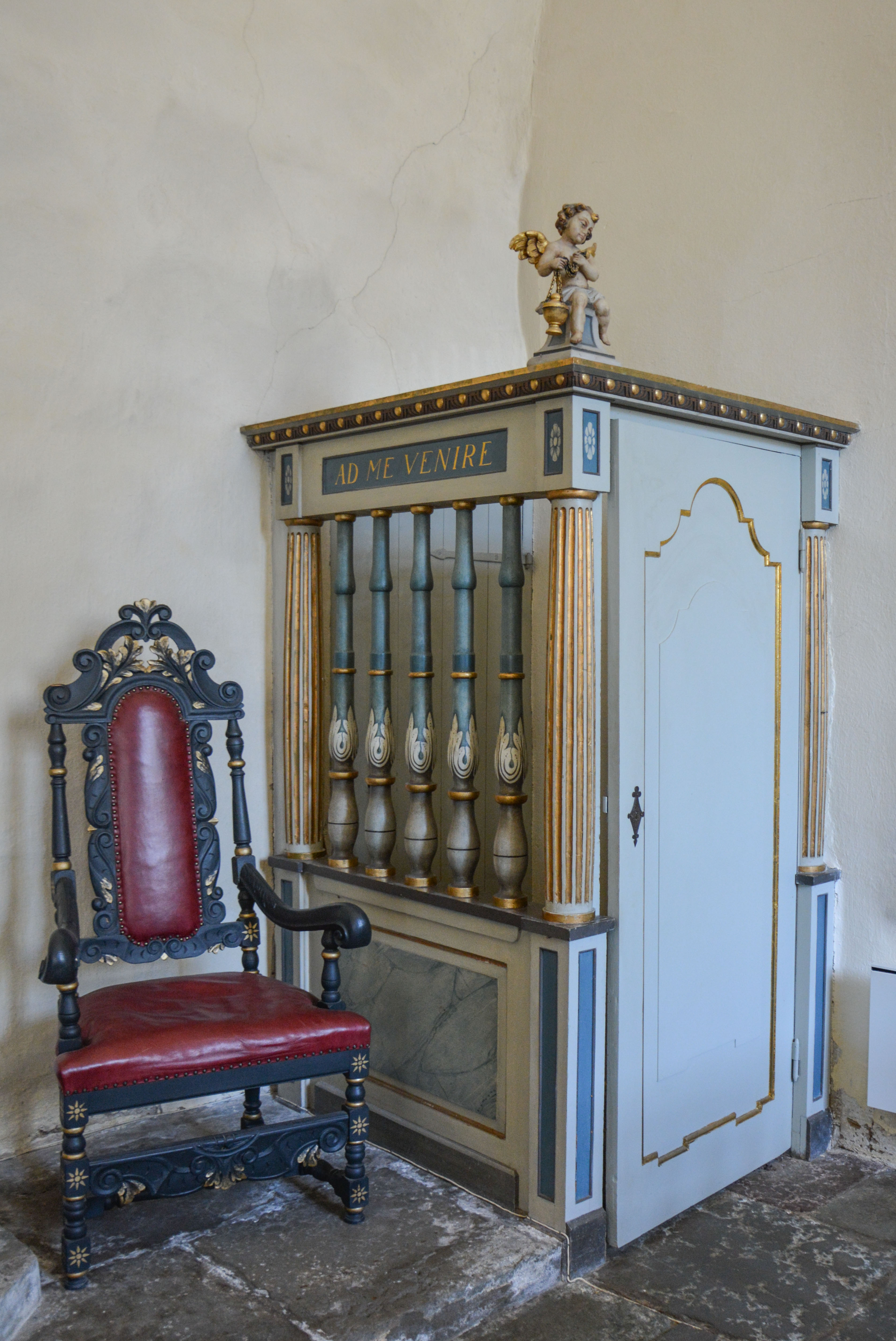
Brudstol och skrank framför uppgång till tornet

## Orgel

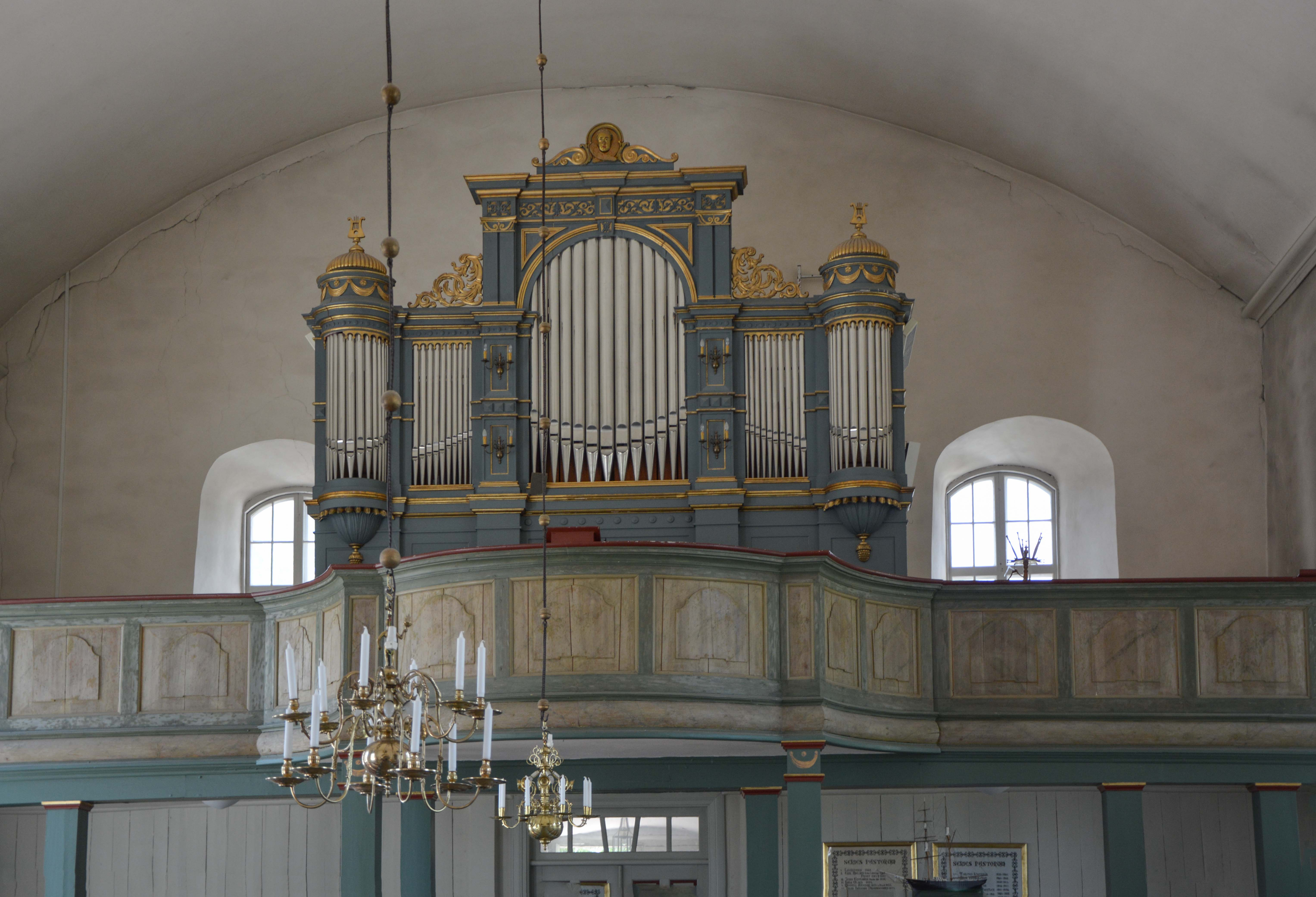
Orgeln

Den första orgeln var en Hammarberg och kom till kyrkan 1867. 1969 ersattes den av en ny 19-stämmig orgel från Hammarberg. Gamla orgelfasaden behölls.
Den nuvarande orgeln är byggd 1969 av Olof Hammarberg i Göteborg har 19 stämmor och är mekanisk. Den föregående orgeln var byggd 1924 av samma orgelbyggare och hade 16 stämmor. Orgeln innan dess var byggd 1860 av Andreas Åbergh i Hjortsberga socken och hade 12 stämmor. Fasaden är från Åberghs orgel.
Orgelns nuvarande disposition:
| Huvudverk             | Svällverk       | Pedalverk    | Koppel |
| Principal 8'          | Gedackt 8'      | Subbas 16'   | I/P    |
| Rörflöjt 8'           | Principal 4'    | Borduna 8'   | II/P   |
| Oktava 4'             | Koppelflöjt 4'  | Koralbas 4'  | II/I   |
| Flöjt 4'              | Waldflöjt 2'    | Nachthorn 2' |        |
| Oktava 2'             | Nasat 1 1/3'    | Fagott 16'   |        |
| Mixtur IV Chor.       | Scharf II Chor. |              |        |
| Sesquialtera II Chor. | Skalmeja 8'     |              |        |
|                       | Tremulant       |              |        |